# Mathias Stein

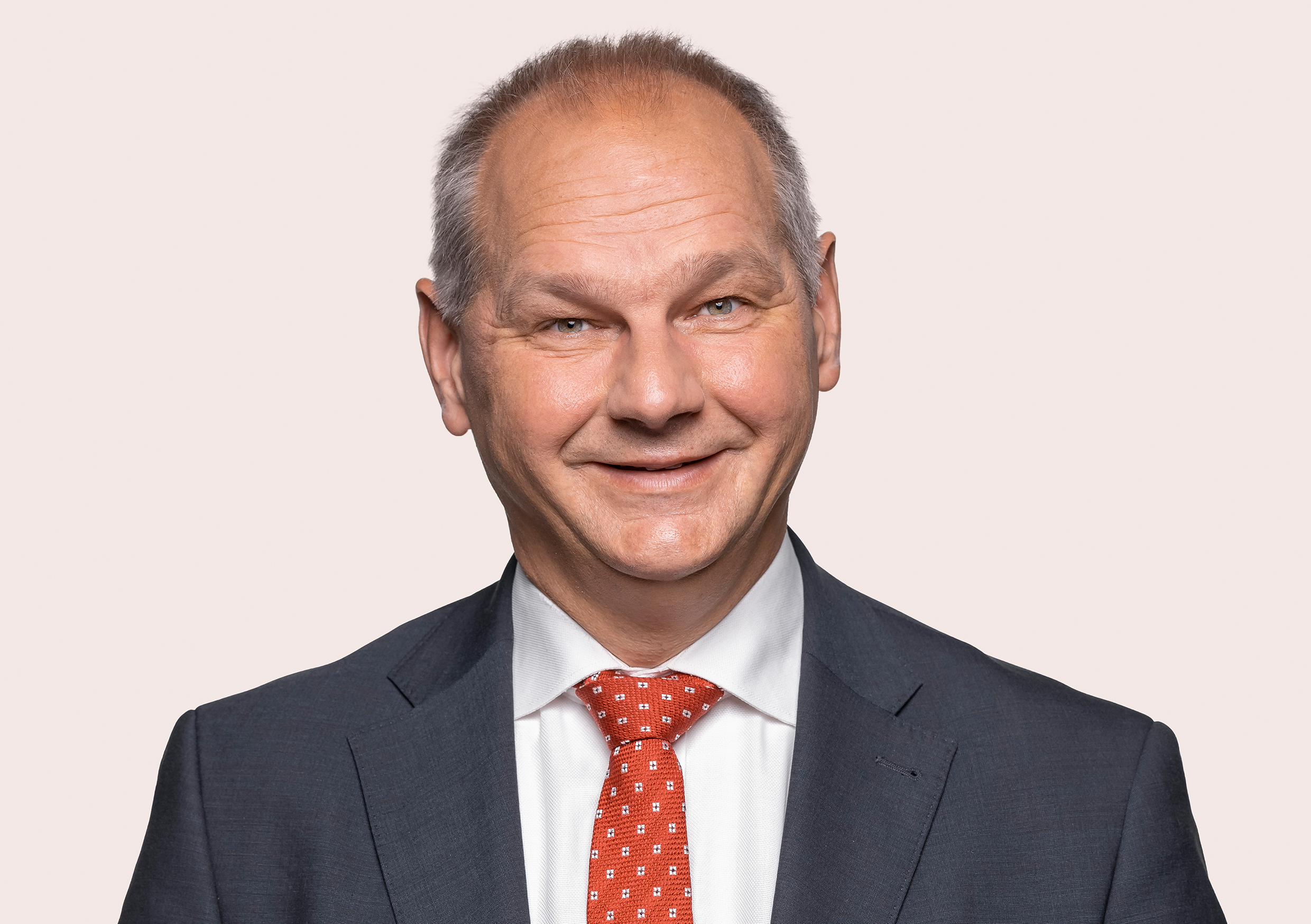
Mathias Stein (2021)

Mathias Stein (eigentlich Jens Mathias Stein; * 21. Februar 1970 in Kiel) ist ein deutscher Politiker (SPD). Von 2017 bis 2025 war er Mitglied des Deutschen Bundestages.

## Leben
Mathias Stein wurde am 21. Februar 1970 in Kiel geboren. Er machte in Wedel eine Ausbildung zum Wasserbauer. Berufsbegleitend hat er sich zum Bautechniker fortgebildet und die Fachhochschulreife absolviert. Von 2000 bis 2017 war er Personalrat in der Bundesverkehrsverwaltung. Vor seiner Tätigkeit als Bundestagsabgeordneter arbeitete er zuletzt als Personalratsvorsitzender bei der Verwaltung des Nord-Ostsee-Kanals in Kiel.
Mathias Stein ist konfessionslos und hat einen erwachsenen Sohn aus früherer Ehe.

## Politik

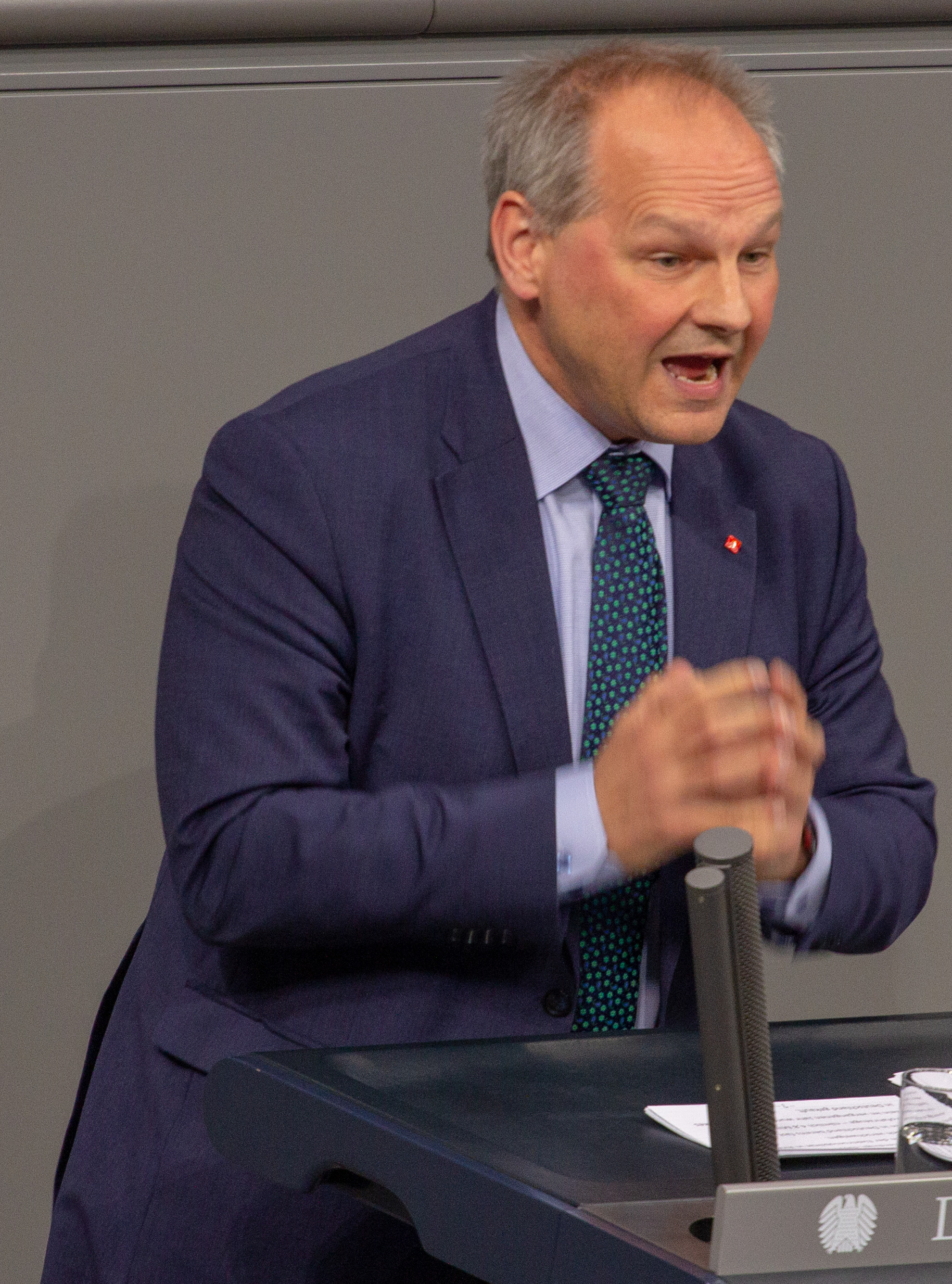
Mathias Stein im Deutschen Bundestag, 2019

Von 2011 bis 2017 war Mathias Stein Mitglied im Landesvorstand der SPD Schleswig-Holstein. Seit 2017 ist er Mitglied im Kreisvorstand der SPD Kiel.

### Bundestagsabgeordneter
Bei der Bundestagswahl 2017 kandidierte Mathias Stein im Bundestagswahlkreis Kiel und wurde mit 31,1 Prozent der Erststimmen direkt als Abgeordneter in den 19. Deutschen Bundestag gewählt. Dort war er Mitglied im Verkehrsausschuss und stellvertretendes Mitglied im Finanz- und Verteidigungsausschuss. Innerhalb der SPD-Bundestagsfraktion gehörte er der politischen Strömung Parlamentarische Linke an und war Mitglied der Arbeitsgruppe Verkehr und digitale Infrastruktur sowie der Unterarbeitsgruppe Kommunalpolitik. Ferner gehörte er zu den Gründungsmitgliedern des „Parlamentskreis Fahrrad“ und war Vorsitzender der „Parlamentsgruppe Binnenschifffahrt“. Zudem war er stellvertretender Vorsitzender der Deutsch-Nordischen Parlamentariergruppe.
Am 20. Februar 2021 wurde Mathias Stein von der SPD Kiel erneut als Direktkandidat für den Bundestagswahlkreis Kiel nominiert. Er setzte sich mit 153 zu 111 Stimmen gegen seinen parteiinternen Kontrahenten Bastian Mahmoodi durch. Bei der Bundestagswahl 2021 erreichte er 29,5 Prozent der Erststimmen und zog abermals direkt ins Parlament ein. Im 20. Deutschen Bundestag war er ordentliches Mitglied im Verkehrsausschuss und Schriftführer des Deutschen Bundestages. Als stellvertretendes Mitglied wirkte er im Haushaltsausschuss, im Verteidigungsausschuss und im Ausschuss für Tourismus.
Bei der Bundestagswahl 2025 kandidierte Stein nicht erneut.

### Positionen
Stein setzt sich für eine soziale und ökologische Verkehrswende ein, die den Anteil des motorisierten Individualverkehrs deutlich reduziert. Unter der Marke „Fahrradabgeordneter“ will er dabei Vorbild sein und ist in Sitzungswochen in Berlin vornehmlich mit einem roten Klapprad, im Wahlkreis mit einem roten Lastenrad anzutreffen. Er ist Berichterstatter der SPD-Fraktion für den Fuß- und Radverkehr, Mobilität der Zukunft (Elektromobilität, Nationale Kraftstoffstrategie), Binnenschifffahrt, die Wasserstraßen- und Schifffahrtsverwaltung sowie den Hochwasserschutz, das Planungsrecht, die Raumordnung und Bürgerbeteiligung im Verkehrssektor.

## Mitgliedschaften
Mathias Stein ist Mitglied der Arbeiterwohlfahrt, der SJD – Die Falken, der Gewerkschaft ver.di, im SPD-Kulturforum, im Sozialverband Deutschland, der Parlamentarischen Gesellschaft, des Sozialverbandes Deutschland, im Reichsbanner Schwarz-Rot-Gold, im Auto Club Europa, des ADFC und der überparteilichen Europa-Union Deutschland. Von 2015 bis 2017 war er Vorsitzender der ver.di Bundesfachkommission Bundesverkehrsverwaltung und aktuell stellvertretender Vorsitzender des Landesfachbereich Bund/Länder der Gewerkschaft ver.di Nord. Er ist Vizepräsident der Deutsch-Israelischen Gesellschaft (DIG). Mitte Januar wurde auf sein Kieler Büro ein Anschlag mit Schmierereien und Sachschaden verübt. Nach Angaben der DIG soll der Anschlag in der Nacht zum Donnerstag von mutmaßlich linken Gruppen verübt worden sein. Die Tat sei in einem Bekennertext im Internet unter anderem  ausdrücklich mit seiner Funktion in „der zionistischen deutsch-israelischen Gesellschaft (DIG)“  begründet worden.